# Surré
Surré (franska) (luxemburgiska: Sir lyssna (fil), tyska: Syr) är en ort i kantonen Wiltz i nordvästra Luxemburg. Den ligger i kommunen Boulaide, cirka 41 kilometer nordväst om staden Luxemburg. Orten har 262 invånare (2022).